# Шрул

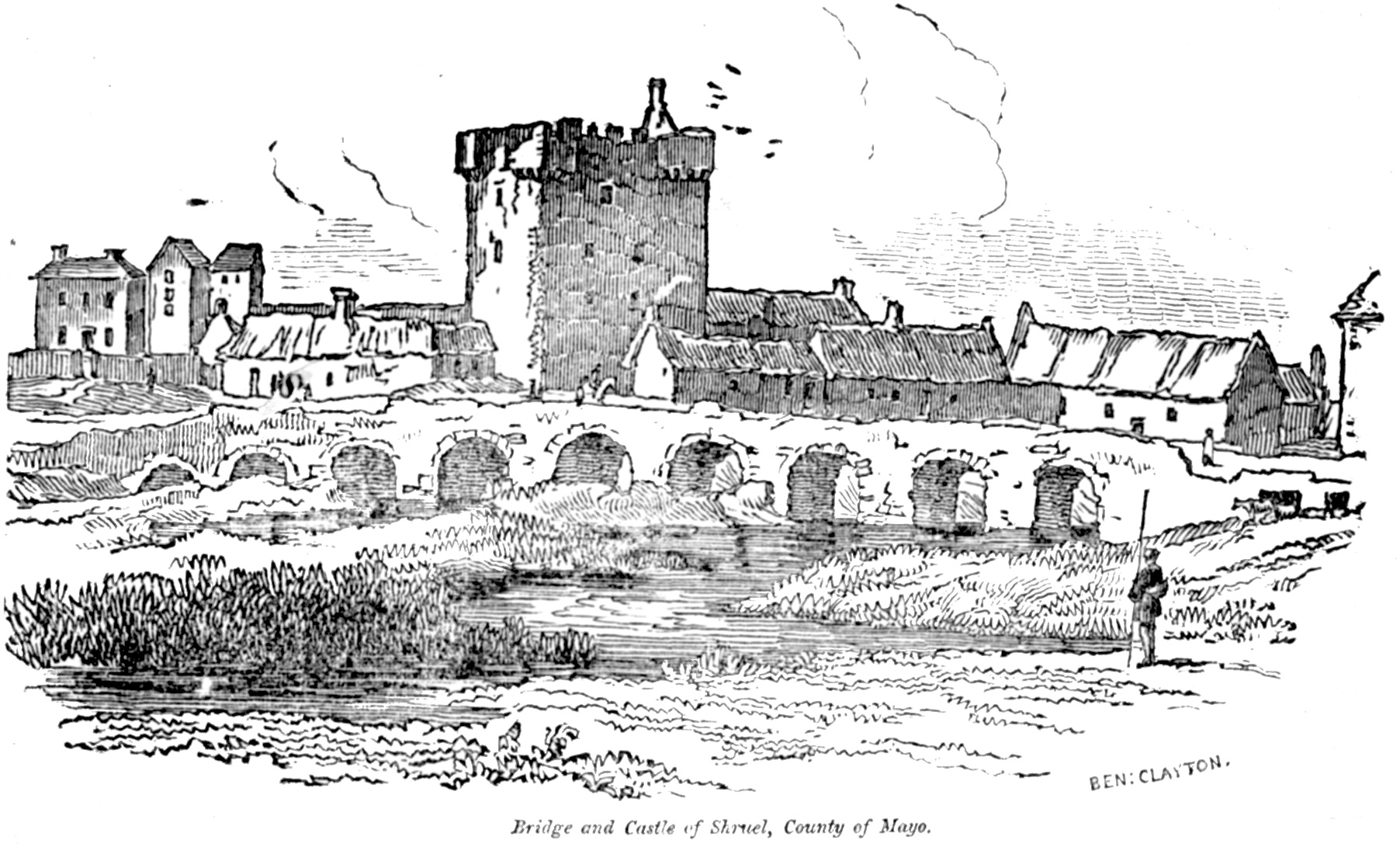
Изображение деревни, опубликованное 9 февраля 1833 года в Dublin Penny Journal

Шрул (англ. Shrule; ирл. Sruthair) — деревня в Ирландии, находится в графстве Мейо (провинция Коннахт). Одна из достопримечательностей — развалины замка Шрул.

## Демография
Население — 425 человек (по переписи 2006 года). В 2002 году население было 326 человек.
Данные переписи 2006 года:
| Общие демографические показатели |               |                               |                               |      |      |
| Всё население                    | Всё население | Изменения населения 2002—2006 | Изменения населения 2002—2006 | 2006 | 2006 |
| 2002                             | 2006          | чел.                          | %                             | муж. | жен. |
| 326                              | 425           | 99                            | 30,4                          | 229  | 196  |